# Abbaye Saint-Sixte de Westvleteren
Pour les articles homonymes, voir Abbaye Saint-Sixte et Saint-Sixte.
L'abbaye Saint-Sixte est un monastère de moines cisterciens-trappistes, fondé sous la forme d'un prieuré en 1831 à Westvleteren, en Flandre Occidentale (Belgique). Ce dernier a essaimé en 1850 pour fonder l'abbaye Notre-Dame de Scourmont, et en 1858-1860, il insuffla une dynamique qui aboutira à la fondation de l'abbaye Saint-Joseph de Spencer, au Canada. Le prieuré fut érigé en abbaye en 1871. 
Depuis la mise en service de la première brasserie en 1839, la communauté de Westvleteren produit une bière trappiste intitulée Westvleteren, exclusivement vendue dans le magasin de l'abbaye. Cette bière a été classée meilleure bière du monde en 2005.
L'abbaye compte une vingtaine de moines en 2023.

## Historique
En 1814, le marchand de houblon Jan-Baptist Victoor s'installa comme ermite dans les bois de Saint-Sixte parcouru par le canal de Poperinge, alimenté notamment par le Vleterbeek, qui prend sa source au mont des Cats situé en territoire français. En dévot laïc, il a vécu ainsi les dernières années de sa vie dans une solitude volontaire, ayant légué sa demeure et ses terres aux Trappistes. En 1831, il accueillit le prieur et quelques moines cisterciens-trappistes du monastère récemment fondé (1826) du Mont des Cats à Westvleteren. Ainsi naquit l'idée d'un nouveau monastère trappiste : le prieuré des Trappistes de Saint-Sixte, dont la construction débuta aussitôt. Il est le premier monastère de tradition cistercienne à ouvrir ses portes dans la Belgique nouvellement indépendante.
À deux reprises, la communauté envoya « ses fils à l'extérieur » : en 1850, 16 moines de Saint-Sixte fondèrent l'abbaye Notre-Dame de Scourmont, près de Chimay (Belgique), et, en 1858-1860, 18 moines, conduits par Jacques Deportemont, furent envoyés au Canada pour insuffler une nouvelle vie dans la communauté de Tracadie (aujourd'hui, abbaye Saint-Joseph, à Spencer).
D’autres événements importants au cours de cette première période sont la construction de l’église abbatiale en 1840, la création de l’école primaire vers 1840, la mise en service de la première brasserie en 1839, l'accession du prieuré au statut d’abbaye en 1871 et le développement de la ferme en exploitation modèle pour la région dans les années 1875-1878. 
Durant la Première Guerre mondiale, 400 000 alliés logèrent dans et autour de l'abbaye de Saint-Sixte, dont des services sanitaires (ambulances, brancardiers...) en fin janvier 1915. 
Au début de la Seconde Guerre mondiale, le général Bernard Montgomery et son état-major installèrent temporairement leur quartier général dans l'abbaye.
Après la Seconde Guerre mondiale, quelques décisions importantes furent prises qui se révéleront déterminantes jusqu'à aujourd'hui. En 1945, l'abbé du moment décida de restreindre les activités de la brasserie pour en faire une entreprise de petite dimension. En 1964, une nouvelle hôtellerie (40 chambres) fut construite, afin de concrétiser la dimension « hospitalité », comme signe de l'ouverture « vers l'extérieur ». Le mouvement « vers l'intérieur » se concrétisa dans la construction de la nouvelle église abbatiale en 1968, uniquement accessible via l'hôtellerie.
La communauté actuelle (2023) compte 19 frères.

## Liste des abbés

### Priors
1. Franciscus-Maria Van Langendonck: 4 novembre 1831 - 2 novembre 1836
2. Dositheus Kempeneers: 12 novembre 1836 - 1847
3. Franciscus Decroix: 1847 - 25 juillet 1850
4. Jacobus Deportemont: 25 juillet 1850 - 10 juillet 1856
5. Dositheus Kempeneers: 10 juillet 1856 - 14 juin 1871

### Abbés
1. Benedictus Wuyts : 23 juin 1871 - 10 juin 1872 (abbé de Westmalle de 1872 à 1896)
2. Albericus Verhelle : 10 juin 1872 - 15 septembre 1910
3. Bonaventura De Groote : 3 octobre 1910 - 5 novembre 1941
4. Gerardus Deleye : 27 novembre 1941 - 30 mai 1968
5. Herman-Jozef Seynaeve : 16 juin 1968 - 3 avril 1978[4]
6. Remi Heyse : 13 mai 1978 - 23 octobre 1996
7. Manu Van Hecke (nl) : depuis le 9 novembre 1996[5]

## La bière trappiste
La bière trappiste Westvleteren a été classée meilleure bière du monde en 2005. Elle est exclusivement vendue dans le magasin de l'abbaye et ne peut être achetée qu'après réservation. L'appellation " bièretrappiste " est réservée aux bières brassées par les moines trappistes dans leur abbaye.